# Mofli, az utolsó koala
A Mofli, az utolsó koala (eredeti cím: Mofli, el último koala) spanyol televíziós rajzfilmsorozat. A forgatókönyvet Jaime González írta, a rajzfilmsorozatot Jordi Amorós rendezte, a zenéjét Jordi Batiste szerezte, a producere Ángels Carafí volt. Spanyolországban 1987-ben a TVE vetítette, Magyarországon 1990. október 7. és 1990. december 30. között az MTV1 sugározta vasárnap reggelenként, majd minden epizódot csütörtökönként megismételt 1990. október 11. és 1991. január 3. között kora este, aztán 1994-ben és 1996-ban a Duna TV adta.
A sorozat története 2020 körül játszódik. A sorozat ismeretet nyújt abban, hogy a koalák védett állatok. Egykor az emberek sok eukaliptuszfát kivágtak, és a koalák száma erősen megritkult. Akkoriban készült ez a televíziós sorozat, amikor a koalák kihalófélben voltak. A tévésorozat felhívta a tévénézők figyelmét arra, hogy az emberek a koalákat, az életben maradásuk érdekében védelmezzék, és ne bántsák. Mert különben, ha ezt nem tartják be, akkor lehetséges, hogy mind kihalnak. A védelmezések betartásának köszönhetően a koalák száma újra növekszik.

## Cselekmény
Ausztráliában a történet szerint sok eukaliptuszfa elpusztult, és 2020 táján egyúttal a koalák is kipusztultak. Csupán egy koala maradt életben, aki Mofli. Biztonságos helyen él a fákon az erdőben, a fehér sziklák túloldalán. Egyetlen emberbarátja Korina, aki tudja a titkot, hogy a vízesés mögött levő titkos barlangon át lehet kelni, a szakadék túloldalára. A titkos barlangban lakik Korina másik állatbarátja, Stela, a kék hátú lepke.
Egy napon Csalez Lopez a besurranó tolvaj, Korina és Henk Polman házában kutat. Véletlenül tüzet okoz és azt állítja, azért jött, hogy eloltsa a tüzet, a zsákjában pedig a személyes holmiját tartja. Elrejti zsákját és így nem jönnek rá a csalásra. Ezután be is fogadják házi vezetőnek.
A közelben egy szállodát üzemeltet Brúnó O'Neil, Márta O'Neil és Sir Brúnó O'Neil. Rivermintben itt szállnak meg éjszakára a külföldiek. Doktor Téboly a felfedező, a fehér sziklák innenső oldaláról, felfedez egy koalát, aki nem más mint, Mofli. Át akar menni a fehér sziklák túloldalára, de útközben megcsúszik és egy fa tetején landol. Az O'Neil család menti meg életét. Ezután értesíti erről Bob Detroitot, a New York-i tévéhíradóst, hogy felfedezett egy idegen koalát. Bob Detroit kihirdeti világszerte az utolsó koala létét.
Ekkor Velencében meghallja ezt a hírt Trombonetti, a bűvész és Pauló, a szolgája. Elutaznak együtt Ausztráliába, hogy befogják Moflit, cirkuszi idomított állatnak.
Párizsban is hírét hallja Rebeka, a kitömöttállat-gyűjtő kislány, nagyapja, Mr. Money és Iván, az orosz vadász. Elutaznak mind a hárman Ausztráliába, hogy kitömött háziállatot csináljanak Mofliból.
Mindannyian járják Ausztráliát, hogy felkeressék az utolsó koalát. Sátorozva pihennek meg az utazók. A velenceiek és a párizsiak külön-külön. Megszállnak Sir O'Neil szállodájában addig, amíg meg nem találják Moflit. Rebeka merítőhálóval el szeretné fogni Stelát és kitömött házi állatának szeretné Moflit, de egyiküket se sikerül neki megszereznie. Csalez Lopez összetart Ivánnal és a fehér szikláknál levő szakadékot, helikopterrel átrepülik. Mofli azonban elbújik és nem találják meg.
Korina haza akarja vinni Moflit, de eközben Mofli elveszett, mert elmenekült egy rettenetes vadállat elől. Az erődben Mofli barátot talál, méghozzá egy kengurut, aki segít Moflin.
Nagy nehezen a szakadéknál rátalálnak Moflira. Ekkor Brunó próbálja megmenteni, egy követ dob a szakadékba, és azt kiabálja, hogy a koala esett a szakadékba. A külföldiek pedig ezután hazaindulnak, és Csalez Lopez is meglép Ausztráliából.
Brunó elviszi Korinának Moflit, és Korina megörül, hogy Mofli életben van. Végül Bob Detroit becsületes ismeretekkel felhívja mindenki figyelmét arra, hogy a koalák egykor védett állatok voltak, akiket nem volt szabad bántani, így hát becsüljék meg az utolsó koalát, aki nem más, mint Mofli.

## Szereplők
| Szereplő         | Eredeti név      | Eredeti hang            | Magyar hang                                    | Leírás |
| ---------------- | ---------------- | ----------------------- | ---------------------------------------------- | --- |
| Mofli            | Mofli            | –                       | –                                              | Az utolsó koala, aki egy szakadékon túl, eukaliptuszfákon él. |
| Stela            | Estela           | –                       | –                                              | Mofli állatbarátja, aki a vízesés mögötti barlangban lakó kék-fekete szárnyú lepke. |
| Korina Polman    | Corina Polman    | Nuria Mediavilla        | Somlai Edina                                   | A szőke hajú, jószívű kislány, aki szereti Stelát, a lepkét és Moflit, a koalát. Megvédik őket az gonosz emberektől.                                                                           |
| Csalez Lopez     | Bailosolo        | Pep Sais                | Kassai Károly                                  | A besurranó tolvaj, aki Korináék házába surran be. Meglátják ott, de szerencséje van, mert nem bukik le azzal, hogy lopott. Korina befogadja a házvezetőjüknek, és Henk Polmen munkát ad neki. |
| Henk Polman      | Hank Polman      | Joaquín Muñoz           | Vass Gábor                                     | Korina apja, aki otthon az emeleten festeget és pipázik. Mivel mozgássérült, ezért nem tud járni. A pipájával színes buborékokat tud fújni, amik tetszenek Csalez Lopez-nak is.                |
| Sir Brúnó O'Neil | Sir Bruno O'Neil | Manuel Lázaro           | Kenderesi Tibor                                | Márta O'Neil férje és Brúnó anyja. A szálloda vezetője, a külföldieket látja el vendégül. |
| Márta O'Neil     | Martha O'Neil    | Elsa Fábregas           | Feleki Sári                                    | Sir Brúnó O'Neil felesége és Brúnó O'Neil anyja. Imádja Bob Detroit-ot nézni a tévében, és van a híres híradósról egy dedikált fényképe is.                                                    |
| Brúnó O'Neil     | Bruno O'Neil     | María Moscardó          | Simonyi Balázs (1-5.) Minárovits Péter (6-13.) | Sir Brúnó O'Neil gyereke, aki összetart gyakran Korinával, és segítenek egymáson. |
| Trombonetti      | Trombonetti      | Joaquín Díaz            | Horváth Gyula                                  | A velencei bűvész, aki Rühelli Bob Detroitot nézni a tévében. Mofli hírét hallva elutazik Ausztráliába, a szolgájával Paulóval.                                                                |
| Pauló            | Paolo            | Miguel Ángel Valdivieso | Juhász Tóth Frigyes                            | Trombonetti szolgája, utazás közben sok nehéz cuccot cipel, és tapsolgat is. |
| Mr. Money        | Mr. Money        | Luis Posada             | Pusztai Péter                                  | Rebeka nagyapja, aki Mofli hírét hallva, elutazik unokájával Ausztráliába. |
| Rebeka Money     | Rebeca Money     | Azucena Díaz            | Papp Ágnes                                     | A fekete hajú, nagyravágyó kislány, aki kitömött állatokkal díszíti a szobáját. |
| Iván             | Ivan             | Pepe Mediavilla         | Huszár László                                  | Az orosz vadász, aki Rebekának segít elejteni a vadállatokat. |
| Doktor Téboly    | Doctor Fool      | Rafael Turia            | Beregi Péter                                   | A felfedező, aki távcsővel fedezi fel Mofli, az utolsó koala létét. |
| Bob Detroit      | Bob Detroit      | Jordi Estadella         | Usztics Mátyás                                 | A tévéhíradós, aki a tévében továbbítja a napi híreket. |
| Narrátor         | Narrador         | Salvador Vives          | Fülöp Zsigmond                                 | A mesemondó az 1. részben. |

## Epizódok
| #   | Spanyol cím              | Magyar cím        | Spanyol bemutató   | Magyar vetítés     |
| --- | ------------------------ | ----------------- | ------------------ | ------------------ |
| 1.  | Rivermint                | Rivermint         | 1987. október 3.   | 1990. október 7.   |
| 2.  | Mofli                    | Mofli             | 1987. október 7.   | 1990. október 14.  |
| 3.  | Llegan los villanos      | Jönnek a gonoszok | 1987. október 14.  | 1990. október 21.  |
| 4.  | El sueño de Corina       | Corina álma       | 1987. október 21.  | 1990. október 28.  |
| 5.  | El OVNI                  | Az UFO            | 1987. október 28.  | 1990. november 4.  |
| 6.  | El heroismo de Estela    | Stela hőstette    | 1987. november 4.  | 1990. november 11. |
| 7.  | El boomerang de Bruno    | Bruno bumerángja  | 1987. november 11. | 1990. november 18. |
| 8.  | Una carrera alucinante   | A titkos átjáró   | 1987. november 18. | 1990. november 25. |
| 9.  | Estalla la tormenta      | Kitört a vihar    | 1987. november 25. | 1990. december 2.  |
| 10. | Hipnosis                 | A hipnózis        | 1987. december 2.  | 1990. december 9.  |
| 11. | Mofli encuentra un amigo | Mofli barátra lel | 1987. december 9.  | 1990. december 16. |
| 12. | La gran amboscada        | A nagy csapda     | 1987. december 16. | 1990. december 23. |
| 13. | El fin del principio     | A végkifejlet     | 1987. december 23. | 1990. december 30. |